# Placas de Néfi
As Placas de Néfi, de acordo com a tradição dos santos dos últimos dias, foram placas de metal que serviram de base para a constituição do Livro de Mórmon. De acordo com esta tradição, eram de dois tipos:  as Placas Menores e as Placas Maiores.
Nas Placas Menores foram inscritos os assuntos relacionados à religião, enquanto as Placas Maiores contém as histórias dos nefitas,dos dias de Néfi ao reinado do rei Benjamim.
Estas placas foram passadas de geração em geração, até que Mórmon condensou-as e as entregou à seu filho Morôni.